# Usia elbae
Usia elbae är en tvåvingeart som beskrevs av Efflatoun 1945. Usia elbae ingår i släktet Usia och familjen svävflugor. Inga underarter finns listade i Catalogue of Life.